# 松原一閑斎
松原 一閑斎（まつばら　いっかんさい、元禄2年1月10日 (旧暦)（1689年1月30日）- 明和2年5月28日 (旧暦)（1765年7月15日））は、江戸時代の医学者。古方四大家に数えられる。
名は維岳（これおか）、通称は次郎。幼名を仁重郎、壮年の頃丹治、後才二郎と改める。一閑斎はその号。塾号を成章堂又は、盈科薬室という。父は松原宗右衛門信之といい、母を須佐島権左衛門の長女牧（まき）といい、須佐町（現　山口県萩市）に生まれ、明和2年(1765)京都において77歳にて没した。墓は京都神楽岡の迎称寺（萩の寺）。並河天民に医と儒を学んだのち、京都衣棚通押小路下ル町にて医を営んだ。弟子として集まったもの数百人に及んだといわれる。妻は京都出身で、旧姓吉川、治郎左衛門の娘、道。三男四女に恵まれた。長子の松原敬輔、三男の長井俊は小浜藩医となり、二男の松原周治は徳島藩医となった。主な弟子に合田求吾、藤村九皐、福島芳翁、橋詰順治らがあげられる。
また、吉益東洞の「方証相対説」は一閑斎の治療術をヒントにしたものであるとされている。